# Carlos Saa
Carlos Saa (Candelaria, Valle del Cauca, Colombia; 12 de abril de 1983) es un exfutbolista colombiano. Jugaba como defensa central y se retiró en el Jaguares de Córdoba de Colombia.

## Trayectoria
Se formó en las divisiones inferiores del América de Cali entre los años 2003 y 2004. A mediados de 2005 debutó como profesional en el club escarlata, donde jugó seis partidos en ese semestre. A principios del año 2007 se fue al Deportivo Pasto, equipo en el que jugó siete partidos.
En el inicio del año 2008 viajó a Brasil y se incorporó al Botafogo de Ribeirão Preto. Al año siguiente pasó al Juventus del estado de Santa Catarina, club donde permaneció hasta 2009 para regresar en el primer semestre de 2010 al Deportivo Pasto.
En el segundo semestre de 2010 se vincula a Millonarios, proveniente del club nariñense. Aunque llegó como defensa central, el técnico azul decide utilizarlo como lateral derecho donde realiza una buena labor y se gana la titularidad. Saa marcó su primer gol con el equipo albiazul en la derrora 2-3 frente al Deportes Quindío el 1 de agosto de 2010. Saa vuelve y anota gol el 25 de septiembre en el partido que Millonarios vence 2-0 al América de Cali en Bogotá.
Sale de Millonarios en la purga por el final del 2010. Más adelante es solicitado para retomar trabajos por el técnico Richard Paéz y finalmente continúa en Millonarios.
Después sigue su camino en el Deportivo Cúcuta de Colombia donde tuvo un periodo corto y luego en el equipo de uniautónoma.

## Clubes
| Club                | País     | Temporadas  |
| ------------------- | -------- | ----------- |
| América de Cali     | Colombia | 2005 - 2006 |
| Deportivo Pasto     | Colombia | 2007        |
| Botafogo RP         | Brasil   | 2008 - 2009 |
| Esportivo Juventus  | Brasil   | 2009        |
| Deportivo Pasto     | Colombia | 2010        |
| Millonarios         | Colombia | 2010 - 2012 |
| Cúcuta Deportivo    | Colombia | 2012        |
| Uniautónoma         | Colombia | 2013 - 2014 |
| Jaguares de Córdoba | Colombia | 2015        |

## Palmarés

### Campeonatos nacionales
| Título        | Club        | País     | Año  |
| ------------- | ----------- | -------- | ---- |
| Copa Colombia | Millonarios | Colombia | 2011 |